# Vallei van de Heidebeek met dorpskern Watou
De Vallei van de Heidebeek met dorpskern Watou is een ankerplaats in de tot de West-Vlaamse gemeente Poperinge behorende deelgemeente Watou, gelegen langs de Belgisch-Franse grens.
Het ankerpunt is gelegen ten oosten van de Heidebeek, welke nog goeddeels in meanderende staat verkeert en hier de grens tussen België en Frankrijk vormt. Aan de Franse zijde ligt de gemeente Houtkerke. Ten gevolge van de aanwezigheid van een tertiaire kleilaag (Formatie van Ieper) is de vallei smal en diep ingesneden.
De eigenlijke vallei kent wegen noch bebouwing. Langs de vallei liggen beek begeleidende weilanden en hogerop liggen wegen en akkers. Enkele historische hoeven en kapelletjes zijn kenmerkend voor het gebied.
De dorpskern van Watou is een beschermd dorpsgezicht.